# 竹内舞
竹内 舞（たけうち まい、1993年〈平成5年〉8月31日 - ）は、日本のアイドルであり、女性アイドルグループ・SKE48の元メンバーである。三重県志摩市出身。愛称は「まいまい」。

## 略歴
2010年9月30日「SKE48第4期生オーディション」に合格し、同年10月5日、Zepp Nagoyaで行われた『SKE48 汗の量はハンパじゃない』コンサートに於いてSKE48第4期生のうちの一人として初お披露目。4期生としては唯一の三重県出身者であった。同年12月6日、チームEメンバーに昇格。
2013年4月13日、『SKE48 春コン2013「変わらないこと。ずっと仲間なこと。」』の名古屋・日本ガイシホール公演で発表された“組閣”により、高柳明音率いるチームKIIに異動したが、2014年2月24日の『AKB48グループ大組閣祭り』での発表によりチームSに異動。昇格から3年2か月でSKE48の全チーム（チームE→チームKII→チームS）を渡り歩いた。
2015年のAKB48 41stシングル 選抜総選挙でアップカミングガールズの76位を、2016年のAKB48 45thシングル 選抜総選挙でフューチャーガールズの54位にランクインしたが、2017年3月17日に卒業を発表し、同年5月29日をもってSKE48での活動を終了した。
2017年11月25日に東京で開催された『伊賀上野NINJAフェスタIN上野恩賜公園』で同公認の萌えキャラ「伊賀嵐（いがらし）マイ」のリアルマイとして登場した。翌2018年3月、新宿村LIVEで上演された『Funkyナース〜きばらんか!〜』でソロとして初の舞台出演。
2018年5月3日、Am-bitioN（アンビション）に所属したことを自身のブログで発表し、同年6月24日、グラビアアイドルの黒木ひかり他と共にダンスボーカルユニット『GRoovy』（グルービー）を結成。黒木ひかりは2019年3月14日に脱退するも、以後もGRoovyとしての活動の傍ら舞台にも出演。その後2020年8月、ガールズユニット『Faria Clown』を結成。これに伴い所属事務所をG-STAR.PROに移したが、2021年3月10日をもってFaria Clownを卒業し、再びフリーのタレント活動となっている。

## 人物
- キャッチフレーズは「美少女になるためにマイペースに研究中ー!♪」[11]。
- 6期生の竹内彩姫と同じ苗字だったことから、「竹内姉妹」と呼ばれていたが、血縁関係はない[19]。ただし私生活では弟が1人いる[20]。
- チームKII→チームSで共働した矢方美紀と「まいてぃ」という非公式ユニットを組んでいて[21]、2015年6月13日放送の『AKB48 SHOW!』（NHK BSプレミアム）では、矢方と共に「手紙のこと」を歌唱した。

## SKE48時代の参加曲

### シングル選抜楽曲
SKE48
- 「1!2!3!4! ヨロシク!」に収録
  - 青春は恥ずかしい - 「白組」名義
  - そばにいさせて
- 「パレオはエメラルド」に収録
  - パパは嫌い - 「紅組」名義
  - 積み木の時間
- 「オキドキ」に収録
  - 初恋の踏切
- 「片想いFinally」に収録
  - 今日までのこと、これからのこと
- 「キスだって左利き」に収録
  - 鳥は青い空の涯を知らない - 「紅組」名義
- 「チョコの奴隷」に収録
  - Darkness - 「セブンダンサーズ」名義
- 「美しい稲妻」に収録
  - 2人だけのパレード - 「Team KII」名義
  - スルー・ザ・ナイト - 「セレクション8」名義
- 「賛成カワイイ!」に収録
  - 石榴の実には憂鬱が何粒詰まっている? - 「紅組」名義
- 「未来とは?」に収録
  - Mayflower - 「九龍嬢」名義
  - S子と嘘発見器 - 「Team KII」名義
- 「不器用太陽」に収録
  - 放課後レース - 「Team S」名義
- 「12月のカンガルー」に収録
  - 消せない炎 - 「Team S」名義
- 「コケティッシュ渋滞中」に収録
  - DIRTY - 「Team S」名義
- 「前のめり」に収録
  - 素敵な罪悪感 - 「Team S」名義
- 「チキンLINE」に収録
  - 彼女がいる - 「Team S」名義
- 「金の愛、銀の愛」に収録
  - ハッピーランキング - 「ランクインガールズ2016」名義
  - サヨナラが美しくて - 「柴田阿弥と4期生」名義

AKB48
- 「ギンガムチェック」に収録
  - あの日の風鈴 - 「ウェイティングガールズ」名義
- 「ハロウィン・ナイト」に収録
  - 君だけが秋めいていた - 「アップカミングガールズ」名義
- 「LOVE TRIP/しあわせを分けなさい」に収録
  - 岸が見える海から - 「フューチャーガールズ」名義

### アルバム収録楽曲
SKE48
- 『この日のチャイムを忘れない』に収録
  - みつばちガール - 「Team S」名義
  - ポニーテールとシュシュ
- 『革命の丘』に収録
  - ゼロベース

AKB48
- 『ここにいたこと』に収録
  - ここにいたこと - 「AKB48+SKE48+SDN48+NMB48」名義
- 『1830m』に収録
  - 青空よ、寂しくないか? - 「AKB48+SKE48+NMB48+HKT48」名義

### 劇場公演ユニット曲
チームE 1st Stage「パジャマドライブ」公演
- 鏡の中のジャンヌ・ダルク

チームE 2nd Stage「逆上がり」公演
- 愛の色

チームKII 4th Stage「シアターの女神」公演
- ロッカールームボーイ

チームS 5th Stage「制服の芽」公演
- 思い出以上
- 万華鏡

チームS 6th Stage「重ねた足跡」公演
- 赤いピンヒールとプロフェッサー
- 愛のルール

## 出演

### 舞台
- 五反田タイガー
  - 『Funkyナース〜きばらんか!〜』（2018年3月14日 - 18日、新宿村LIVE） - 和田知佳役[12]
  - 『OH,MY GODDESS!!〜あなたが望むなら〜』（2019年1月16日 - 20日、博品館劇場） - アウール役[22]
- Tambourine STAGE『NINJA ZONE』（2018年9月1日 - 6日、六行会ホール）- 翠嵐役[23]
- アリスインプロジェクト『ともだちインプット』（2018年11月7日 - 18日、シアターKASSAI）- ガートルード役[20][24]
- 人狼系推理バトル『レジスタンスイレブン』
  - セカンドシーズン（2018年10月6日 - 14日、コフレリオ新宿シアター[25]）
  - ガールズ版（2019年10月13日 - 14日、東京映画・俳優&放送芸術専門学校ホール[26]）

### CM
- ファミリーマート（2021年2月 - ） - 梅本まどかとチア役で共演[27]。